# Glukokortikoid
Glúkokortikoídi so steroidni hormoni skorje nadledvične žleze; glavni predstavnik je kortizol. Sintetizirajo se in izločajo pod vplivom kortikotropina, spodbujajo glukoneogenezo v jetrih in zavirajo vstopanje glukoze v tkiva, spodbujajo katabolizem beljakovin zlasti v mišicah, so potrebni za delovanje kateholaminov, delujejo protivnetno in zavirajo imunski sistem itd.

## Sinteza
Glukokortikoidi se sintetizirajo v skorji nadledvičnice ter se od tam izločajo v krvni obtok. Pri človeku je v telesu prisoten glukokortikoid hidrokortizon (kortizol), ki se tvori iz svojega predhodnika kortizona. Glukokortikoidi se ne tvorijo na zalogo, temveč se sintetizirajo in sprostijo v krvni obtok po potrebi. Glavni fiziološki dražljaj za sintezo in sproščanje glukokortikoidov je kortikotropin, ki ga izloča sprednji reženj možganskega priveska. Izločanje kortikotropina nadzorujeta kortikotropin sproščajoči hormon iz hipotalamusa in raven glukokortikoidov v krvi, ki po negativni povratni zanki zavira hipotalamus. V telesu obstaja bazalna raven sproščanja glukokortikoidov, kortikotropin sproščajoči hormon in določeni dejavniki (npr. prekomerna toplota ali mraz, poškodba, okužba) pa spodbudijo izločanje kortikotropina in s tem sintezo večjih količin glukokortikoidov. Raven glukokortikoidov niha v cirkadianem ritmu; koncentracije endogenih kortikoidov so najvišje zjutraj, najnižje pa okrog polnoči.

## Mehanizem delovanja
Glukokortikoidi učinkujejo na celične procese preko vezave na glukokortikoidne receptorje. Po vstopu molekule glukokortikoida v celico se le-ta veže na vezavno mesto na receptorju in povzroči njegov konformacijsko spremembo. Glukokortikoidni receptorji se nahajajo v citoplazmi domala vseh celic. Konformacijska sprememba, ki jo izzvove vezava glukokortikoida, odstre vezavno mesto za DNK. Kompleksi receptor–glukokortioid tvorijo dimere (dva po dva kompleksa se med seboj povežeta), se pomaknejo proti celičnemu jedru in se v jedru vežejo na DNK. Pri tem sprožijo prepisovanje določenih genov (na primer za lipokortin 1, ki zavira izločanje hormonov iz hipotalamusa in možganskega priveska in ima verjetno tudi protivnetno delovanje), prepisovanje drugih genov pa zavrejo (za COX-2, citokine ...).

## Klinična uporaba
Glukokotikoidi se zaradi zaviranja nastanka prostaglandinov, citokinov in vnetnih encimov uporabljajo za zdravljenje številnih revmatičnih bolezni (revmatoidni in psoriatični artritis, juvenilni idiopatični artritis, ankilozirajoči spondilitis ...), anafilaksije, astme, luskavice, atopijskega dermatitisa ...

### Neželeni učinki
Povzročajo lahko med drugim naslednje neželeni učinki: prerazporeditev maščobe, zastajanje tekočine, izgubo kalija, hiperglikemijo, hipertenzijo, pogostejše okužbe, katabolizem mišic in kosti, osteoporozo, aterosklerozo, zastoj rasti v otroški dobi, želodčno razjedo, in slabše celjenje ran.